# 李·諾里斯
李·諾里斯（英語：Lee Michael Norris）是一位美國演員。曾在淘氣小子看世界中出演 Stuart Minkus角色，並且在籃球兄弟中出演Marvin "Mouth" McFadden角色。

## 外部連結
- Lee Norris在互联网电影资料库（IMDb）上的資料（英文）